# Denis O’Dell
Denis O’Dell (* 2. Mai 1923 in London, England; † 30. Dezember 2021 in San José, Spanien) war ein britischer Filmproduzent. Am bekanntesten wurde er durch seine Zusammenarbeit mit den Beatles. Er produzierte ihren Spielfilm A Hard Day’s Night und ihren Fernsehfilm Magical Mystery Tour.

## Leben und Werk
O’Dell wurde im Londoner Stadtteil Kensington geboren war der Sohn von John und Elizabeth O’Dell und hatte acht Geschwister. Nach seinem Schulabschluss arbeitete er zunächst als Teejunge in dem Film The Arsenal Stadium Mystery von 1939. Später trat er in die Royal Air Force ein, in der Hoffnung, zum Piloten ausgebildet zu werden. Dies war jedoch aufgrund seiner Farbenblindheit nicht möglich. Stattdessen wurde er als Ingenieur zur neuseeländischen Luftwaffe abgestellt.
Nach dem Zweiten Weltkrieg arbeitete O’Dell an verschiedenen Filmsets als Chauffeur und nutzte die Gelegenheit, um einen Einblick in die Geschäftswelt des Films zu erhalten. In dem Spielfilm Scrooge (dt. Eine Weihnachtsgeschichte) von 1951 mit Alastair Sim in der Hauptrolle erhielt er eine Anstellung als Regieassistent von Brian Desmond Hurst. Nachdem O’Dell an weiteren Spielfilmen mitgearbeitet hatte, wurde er 1957 zum Co-Produzenten (Associate producer) der Komödie Carry On Admiral mit David Tomlinson. 1963 war er für Columbia Pictures Co-Produzent des groß angelegten Wikinger-Epos The long ships (dt. Raubzug der Wikinger) mit Richard Widmark und Sidney Poitier.

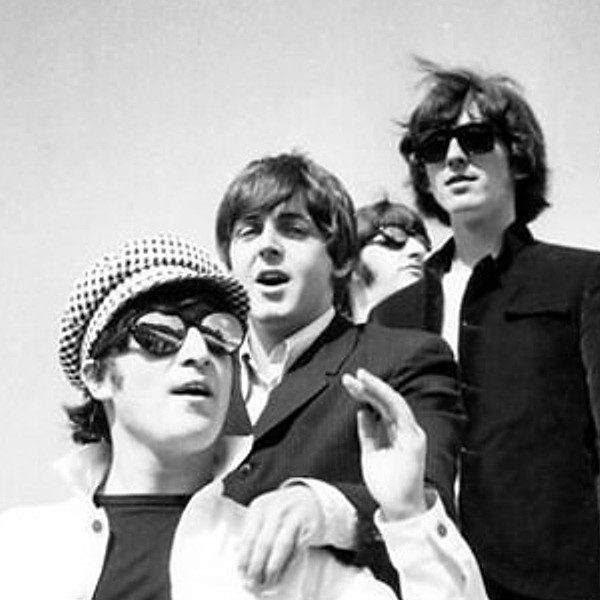
The Beatles 1965

1964 bat ihn die Filmgesellschaft United Artists, den Musikfilm A Hard Day’s Night (dt. Yeah! Yeah! Yeah!) mit den Beatles als Hauptdarstellern zu produzieren. Richard Lester war als Regisseur vorgesehen. O’Dell war zunächst nicht begeistert, denn nach seiner Auffassung waren Musikfilme nur ein Mittel, um schnell Geld zu verdienen. Er ließ sich schließlich umstimmen und fand Gefallen an der Zusammenarbeit mit Richard Lester, der Szenen lieber an Originalschauplätzen drehen ließ, anstatt in der Postproduktion durch Chroma Keying die Hintergründe auszutauschen. Dank sorgfältiger Planung konnte der Film im Rahmen des Budgets gedreht werden und wurde für United Artists ein großer finanzieller Erfolg. Die endgültigen Kosten von 180.000 Pfund konnten an den ersten drei Aufführungstagen wieder eingespielt werden.
Als Richard Lester 1966 nach einer Finanzierung für seine geplante schwarze Komödie How I Won the War (dt. Wie ich den Krieg gewann) suchte, konnte er O’Dell als Co-Produzenten gewinnen. O’Dell traf sich auf Anregung von Lester mit Brian Epstein, dem Manager der Beatles. Epstein schlug John Lennon als Schauspieler vor. Lester bot daraufhin Lennon die Rolle des Musketeer Gripweed, der den Vorschlag akzeptierte. Das Engagement von Lennon sorgte bereits bei der Produktion für großes Aufsehen.
1967 war O’Dell Co-Produzent des Beatles-Fernsehfilms Magical Mystery Tour, der ein für die Band ein Misserfolg wurde. O’Dell meinte später rückblickend, dass er sich bereits bei den Filmaufnahmen ein besseres Drehbuch gewünscht hätte. An der nächsten Beatles-Kinoproduktion, dem Zeichentrickfilm Yellow Submarine, war O’Dell nicht beteiligt, versuchte aber die Beatles dazu zu bringen, ihre eigenen Stimmen für den Zeichentrickfilm aufzunehmen, was von den Bandmitgliedern abgelehnt wurde.
O’Dell wurde zum Direktor des 1968 von den Beatles gegründeten Unternehmens Apple Corps und zum Leiter von Apple Films ernannt. Als sich im Frühjahr 1968 die Beatles in Indien aufhielten, besuchte sie O’Dell im Aschram von Maharishi Mahesh Yogi. O’Dell wollte die vier Beatles in einer geplanten Verfilmung von Der Herr der Ringe auftreten lassen, wobei Lennon die Rolle des Gandalf übernehmen sollte. Die zur Verfügung stehenden finanziellen Mittel waren allerdings sehr begrenzt und J. R. R. Tolkien legte zudem sein Veto gegen das Projekt ein.

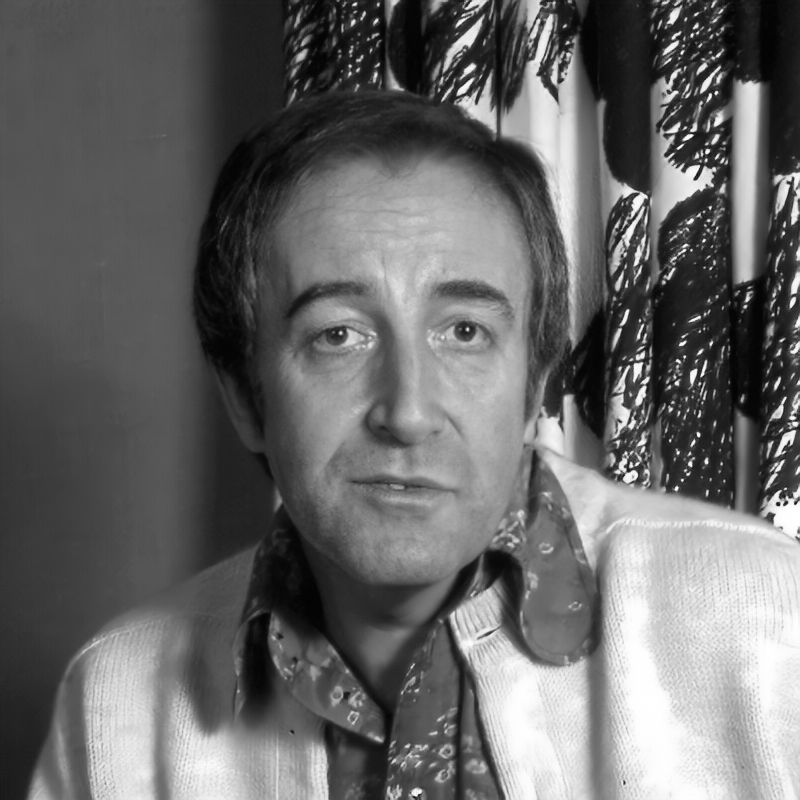
Peter Sellers 1973

1969 übernahm O’Dell die Produktion von The Magic Christian mit Peter Sellers und Ringo Starr in den Hauptrollen. Das Drehbuch stammte von Terry Southern, John Cleese und Graham Chapman, für die Finanzierung sorgte O’Dell. Die Dreharbeiten gestalteten sich nach Ansicht von O’Dell schwierig, da Sellers am Set launisch und unberechenbar war. Die Band Badfinger steuerte zum Soundtrack Come and Get It bei, das von Paul McCartney komponiert worden war. O’Dell war von der Band so beeindruckt, dass er sie anschließend bei der Promotion ihrer Alben unterstützte.

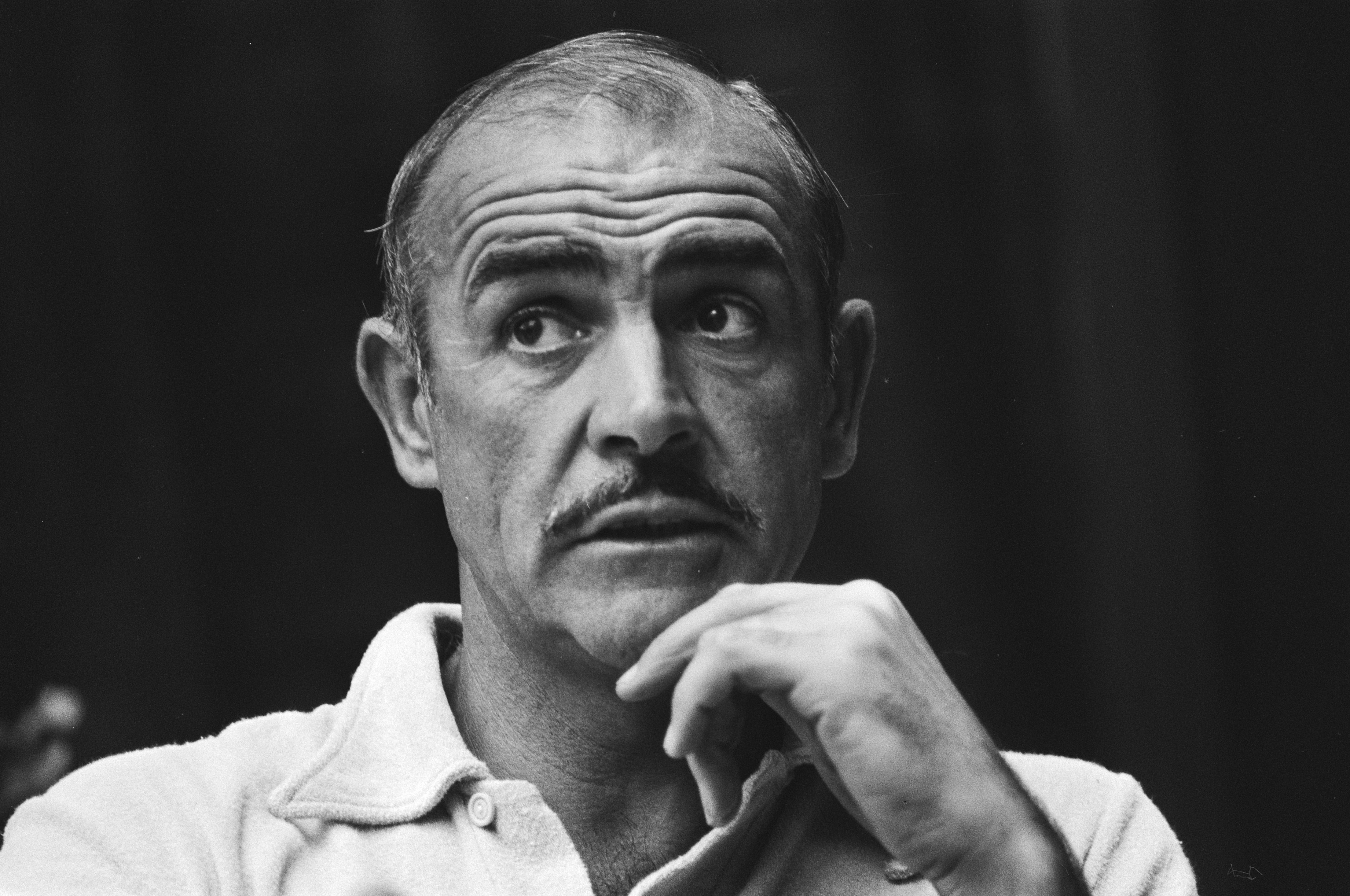
Sean Connery 1976

In den 1970er Jahren arbeitete O’Dell häufig mit Sean Connery zusammen. 1976 produzierte er unter der Regie von Richard Lester den Spielfilm Robin und Marian mit Connery als alterndem Robin Hood. Ursprünglich hatte er Charlton Heston für eine Rolle in dem Film gewinnen können, aber Heston wollte nur in der Rolle des Robin Hood mitspielen.
1980 waren die Kosten für den epischen Western Heaven’s Gate außer Kontrolle geraten. O’Dell musste nun als Executive Producer dafür sorgen, die Kosten zu senken. O’Dell zeigte dazu dem Regisseur Michael Cimino, wie die Dreharbeiten verkürzt werden konnten, indem man wie Richard Lester mehrere Kameras gleichzeitig verwendete. Auf diese Weise konnte der Film relativ schnell fertiggestellt werden.
2002 verfasste O’Dell unter dem Titel At the Apple's Core: The Beatles from the Inside seine die Memoiren. Er zog sich später nach Almería in Andalusien zurück und beriet mehrere Hollywood-Regisseure bei der Auswahl von Drehorten in Spanien.
O’Dell hatte mit seiner ersten Frau Ruby Taylor, die er 1946 geheiratet hatte, drei Kinder, Denise, Shaun und Kevan. Die Ehe wurde später geschieden. Seine Tochter Denise O’Dell arbeitet ebenfalls als Produzentin für Spielfilme. Seine zweite Frau war Donna Barnes, mit der er zwei weitere Kinder, Arran und Laragh, hatte.

## Filmografie (Auswahl)
- 1956: It’s a Wonderful World – Associate producer
- 1957: Carry On Admiral – Associate producer
- 1957: The Scamp – Associate producer
- 1958: Du bist verloren, Fremder (Tread Softly Stranger) – Produzent und Drehbuchautor
- 1962: The Playboy of the Western World – Produzent
- 1964: Raubzug der Wikinger (The Long Ships) – Associate producer
- 1964: Yeah! Yeah! Yeah! (A Hard Day’s Night) – Associate producer
- 1965: Zwischenfall im Atlantik (The Bedford Incident) – Associate producer
- 1967: Anruf für einen Toten (The Deadly Affair) – Associate producer
- 1967: Wie ich den Krieg gewann (How I Won the War) – Associate producer
- 1967: Magical Mystery Tour – Produzent
- 1968: Petulia – Associate producer
- 1969: Magic Christian – Produzent
- 1973: Sein Leben in meiner Gewalt (The Offence) – Produzent
- 1974: 18 Stunden bis zur Ewigkeit (Juggernaut) – Associate producer
- 1975: Royal Flash – Produzent
- 1976: Robin und Marian (Robin and Marian) – Produzent
- 1976: Der Mörder lauert in der Sauna (The Ritz) – Produzent
- 1979: Explosion in Cuba (Cuba) – Executive producer
- 1980: Heaven’s Gate – Executive producer
- 2021: The Beatles: Get Back – Supervising producer

## Veröffentlichungen (Auswahl)
- At the Apple's Core: The Beatles from the Inside. Peter Owen, London 2003, ISBN 9780720611168.